# Henryk Wiśniewski
Henryk Piotr Wiśniewski (ur. 3 lutego 1925 w Pruszkowie, zm. 4 grudnia 1987 tamże) – polski lakiernik i polityk, poseł na Sejm PRL VII i VIII kadencji.

## Życiorys
Syn Jana i Apolonii. Podczas okupacji był żołnierzem Gwardii Ludowej i Armii Ludowej. Od 1945 należał do Polskiej Partii Robotniczej, a od 1948 do Polskiej Zjednoczonej Partii Robotniczej, w której w latach 1964–1966 był członkiem Komitetu Miejskiego i Powiatowego w Pruszkowie. Zasiadał także w Centralnej Komisji Kontroli Partyjnej. Pełnił funkcję radnego Miejskiej Rady Narodowej w Pruszkowie. Był brygadzistą, a potem mistrzem w Zakładach Naprawczych Taboru Kolejowego w Pruszkowie. W 1976 uzyskał mandat posła na Sejm PRL VII kadencji w okręgu Warszawa-Ochota. Zasiadał w Komisji Komunikacji i Łączności oraz w Komisji Pracy i Spraw Socjalnych. W 1980 uzyskał reelekcję w tym samym okręgu. W Sejmie VIII kadencji zasiadał w Komisji Komunikacji i Łączności, Komisji Pracy i Spraw Socjalnych oraz w Komisji Polityki Społecznej, Zdrowia i Kultury Fizycznej.

## Odznaczenia
- Krzyż Oficerski Orderu Odrodzenia Polski
- Krzyż Kawalerski Orderu Odrodzenia Polski
- Złoty Krzyż Zasługi
- Krzyż Partyzancki
- Medal 10-lecia Polski Ludowej
- Medal 30-lecia Polski Ludowej
- Medal 40-lecia Polski Ludowej